# Rokytov
Rokytov é um município da Eslováquia, situado no distrito de Bardejov, na região de Prešov. Tem 5,14 km² de área e sua população em 2018 foi estimada em 571 habitantes.

## Demografia
| Ano:        | 1994 | 2004   | 2014   | 2024   |
| ----------- | ---- | ------ | ------ | ------ |
| Broj ljudi: | 501  | 533    | 556    | 567    |
| Razlika:    |      | +6,38% | +4,31% | +1,97% |

| Ano:               | 2023 | 2024   |
| ------------------ | ---- | ------ |
| Número de pessoas: | 568  | 567    |
| Diferença:         |      | -0,17% |